# サラダ好きのライオン 村上ラヂオ3
『サラダ好きのライオン 村上ラヂオ3』（サラダずきのライオンむらかみラヂオすりー）は、村上春樹文、大橋歩画のエッセイ集。

## 概要
2012年7月9日、マガジンハウスより刊行された。『anan』（2011年3月30日号 - 2012年4月4日号）に連載されたコラムと、『GINZA』（2012年4月号）に掲載された文章を加筆修正してまとめた、「村上ラヂオ」シリーズの3作目。装丁は葛西薫。2016年5月1日、新潮文庫として文庫化される予定。
雑誌連載時に毎回ついていた「今週の村上」という一行コメントもすべて収録されている。あとがきで銅版画の製作過程が記されている（大橋自身が執筆）。

## 翻訳
| 翻訳言語        | 翻訳者         | 発行日        | 発行元       |
| --------------- | -------------- | ------------- | ------------ |
| 中国語 (繁体字) | 頼明珠         | 2013年1月21日 | 時報文化     |
| 中国語 (簡体字) | 施小煒         | 2015年6月1日  | 南海出版公司 |
| 韓国語          | クォン・ナムヒ | 2013年5月4日  | 文学思想社   |

上記翻訳版はいずれも大橋歩の絵が用いられている。

## 内容
- オムレツの師匠はテレビの番組で見た村上信夫。
- ライオンはやはりライオン歯磨きで歯を磨くのか。
- 弦楽四重奏団は麻雀に似ている。
- 木山捷平の詩集は文庫本で持っていたが、『木山捷平全詩集』という箱入りの本を青山通りの古本屋で買った。
- 「猫に名前をつけるのはむずかしいことです」というT・S・エリオットの有名な詩があるけど、知ってますか？
- 今でも新鮮なトマトを目にすると、能登半島の田舎道で乗ったバスと、三沢高校のエース太田幸司くんのことを思い出す。